# Route européenne 13
Pour les articles homonymes, voir E13 et Route 13.
Ne doit pas être confondu avec la route européenne 013, située au Kazakhstan.
La route européenne 13 (E13) est une route reliant Doncaster à Londres, toutes deux situées au Royaume-Uni.

## Tracé
La route E13 emprunte les itinéraires suivants :
| (Auto)route | Tracé                        | Villes traversées                                  | Routes européennes croisées |
| ----------- | ---------------------------- | -------------------------------------------------- | --------------------------- |
|             | Doncaster                    |                                                    |                             |
|             | De Doncaster-sud à Sheffield |                                                    | à Doncaster Tronc commun    |
|             | De Sheffield à Londres       | Nottingham, Leicester, Northampton, Luton, Watford | à Londres                   |